# Minster Lovell Hall
La Minster Lovell Hall era una casa di campagna inglese, ubicata nelle immediate circostanze di Minster Lovell, nel West Oxfordshire. Costruita nel Quattrocento, dopo il suo abbandono la dimora venne lasciata come un rudere pittoresco, stato in cui permane tuttora.

## Storia
La Minster Lovell Hall venne costruita da William Lovell nel 1440 circa. Adagiata su un dolce declivio che scende sino al fiume Windrush, Minster Lovell era una delle tenute più importanti della famiglia Lovell, sicché questo si trattava di uno dei primi edifici ad occupare il sito. Nel Quattrocento, la struttura divenne la residenza del visconte Francis Lovell, nipote di William e fidato amico di Riccardo III d'Inghilterra. Quando vi fu la battaglia di Bosworth Field e quest'ultimo morì, Francis dapprima partecipò alla ribellione fallita di Lambert Simnel, per poi dileguarsi, forse in Scozia; da qui, si perdono le sue tracce. Da questo momento in poi i beni a Minster Lovell, compresa la Hall, divennero possesso di Jasper Tudor, zio di Enrico VII d'Inghilterra.
Il possesso della Minster Lovel Hall passò attraverso diverse generazioni: venne acquisita da William Compton, Henry Norris e infine da Sir Edward Coke, nel 1603. Il maniero divenne quindi l'abitazione della famiglia Coke per lunghissimo tempo, fino a quando Thomas Coke lo abbandonò, nel 1747. A partire da questo anno, il sito fu lasciato definitivamente e per sempre, per poi subire alcuni devastanti interventi durante i quali vennero asportate grandi parti della struttura.
I ruderi sono oggi protetti in quanto monumento classificato di I grado e come Scheduled Monument.

## Leggenda
Come già accennato, dopo la sconfitta di Lambert Simnel, Francis Lovell scomparve definitivamente. Non è mai stato possibile spiegare la misteriosa sparizione del Lovell, fino al 1718, quando venne portato alla luce, in una camera segreta del castello, uno scheletro umano.
Dopo questo eccezionale rinvenimento, subito si pensò che fosse lo scheletro di Francis che, dopo la disfatta avuta alla battaglia di Stoke Field, si sarebbe rifugiato qui, per poi morire di fame. Purtroppo, questa tesi pare essere inattendibile poiché Francis Lovell, non avendo mai trascorso molto tempo presso Minster Lovell, non avrebbe potuto disporre di un servitore disposto a nutrirlo e nasconderlo per anni.